# 875 (číslo)
Osm set sedmdesát pět je přirozené číslo. Římskými číslicemi se zapisuje DCCCLXXV a řeckými číslicemi ωοε'. Následuje po čísle osm set sedmdesát čtyři a předchází číslu osm set sedmdesát šest.

## Matematika
875 je:
- Deficientní číslo
- Složené číslo
- Nešťastné číslo

## Astronomie
- (875) Nymphe je planetka hlavního pásu, kterou objevil v roce 1917 Max Wolf

## Roky
- 875
- 875 př. n. l.